# Loricariichthys derbyi
Loricariichthys derbyi är en fiskart som beskrevs av Fowler, 1915. Loricariichthys derbyi ingår i släktet Loricariichthys och familjen Loricariidae. Inga underarter finns listade i Catalogue of Life.